# Порт-Рояль
Порт-Роя́ль (англ. Port Royal; з 1656 по 1661 рр. мав назву Мис Кагуей, або просто Кагуей (англ. Point Cagwey)) — місто на острові Ямайка, столиця однойменної англійської колонії з 1656 по 1692 рр., у наш час місто залишене жителями та практично повністю затоплене Карибським морем. Зараз це маленьке рибальське село.

## Географія
Місто розташоване на південному березі Ямайки, на довгій і вузькій косі Палісадос, що протягнулася на 29 км уздовж затоки Кагуей, інакше званою затокою Порт-Рояль. У затоці Порт-Рояль в надлишку є рифи та піщані мілини. У минулому вони ускладнювали судноплавство затокою, але сприяли обороні острова з боку моря. Зручне в оборонному плані розташування коси Палісадос стало підставою для закладки та будівництва на ній до 1692 (у безпосередній близькості від Порт-Роялю) 5 кам'яних фортів, призначених для оборони міста й блокуванню входу в протоку Порт-Рояль: Форт Чарльз (головна оборонна споруда, зберігся в первісному вигляді, зараз там розташований музей), Форт Вокер (знаходиться на березі острова, неподалік від Форту Чарльз), Форт Руперт (нині затоплений, але іноді він з'являється з води), Форт Джеймс (нині затоплений, був розташований на узбережжі), Форт Карлаїл (розташований біля Форту Джеймс, також затоплений).

### Клімат
Знаходиться у зоні, що характеризується кліматом тропічних саван. Найтепліший місяць — червень із середньою температурою 27.8 °C (82 °F). Найхолодніший місяць — січень, із середньою температурою 25 °С (77 °F).
| Клімат Порт-Рояля       | Клімат Порт-Рояля | Клімат Порт-Рояля | Клімат Порт-Рояля | Клімат Порт-Рояля | Клімат Порт-Рояля | Клімат Порт-Рояля | Клімат Порт-Рояля | Клімат Порт-Рояля | Клімат Порт-Рояля | Клімат Порт-Рояля | Клімат Порт-Рояля | Клімат Порт-Рояля | Клімат Порт-Рояля |
| Показник                | Січ.              | Лют.              | Бер.              | Квіт.             | Трав.             | Черв.             | Лип.              | Серп.             | Вер.              | Жовт.             | Лист.             | Груд.             | Рік               |
| Середня температура, °C | 25                | 25                | 26                | 26                | 27                | 28                | 28                | 28                | 28                | 27                | 27                | 26                | 26                |
| Норма опадів, мм        | 23                | 19                | 19                | 32                | 95                | 88                | 43                | 102               | 122               | 158               | 90                | 34                | 824               |
| ----------------------- | ----------------- | ----------------- | ----------------- | ----------------- | ----------------- | ----------------- | ----------------- | ----------------- | ----------------- | ----------------- | ----------------- | ----------------- | ----------------- |
| Джерело: Weatherbase    |                   |                   |                   |                   |                   |                   |                   |                   |                   |                   |                   |                   |                   |

## Історія заснування
Місто (форт) Кагуей, майбутній Порт-Рояль, було засноване відразу ж після захоплення англійцями у іспанців Ямайки в 1655 році, в епоху протекторату Кромвеля. Місто було засноване на відстані близько 30 км від колишньої іспанської столиці острова — м. Сантьяго-де-ла-Вега (англ. Spanish town).

## Міська топографія
У місті до 1692 було: кілька церков, чотири щоденно торгуючі ринки, сефардська синагога, католицька каплиця, молитовний будинок квакерів, королівські пакгаузи, великі складські приміщення, більше сотні таверн, звіринець, військові плаци і мости і т. д.

## Населення
У 1659 році в місті було 200 будинків і магазинів. До 1670 населення міста разом із прилеглим містечком Сантьяго-де-ла-Вега вже перевищувало 3 300 осіб, а ценз 1680 виявив, що в столиці Ямайки проживало близько 4100 осіб, у тому числі 2086 білих, 845 негрів, а також близько 1200 піратів. До 1692 населення міста, за різними підрахунками становило від 6500 до 10000 осіб. При цьому слід мати на увазі, що загальне населення Ямайки в 1670 році ледь перевищувала 17 000 жителів.

## Землетрус 1692
Землетрус, що відбувся вдень 7 червня 1692 в 11 годин 43 хвилини повністю затопив 2/3 площі міста: 13 акрів міської землі разом з будинками було просто змито в море, ще 13 були затоплені виниклими цунамі. Жертвами землетрусу опинилися 2/3 жителів міста (всього близько 5000 осіб). У гавані Порт-Рояль затонуло близько 50 кораблів і суден, 1800 міських будівель було зруйновано. Єдиним військовим кораблем, що опинилися в момент землетрусу в гавані Порт-Рояль і загиблим в ній, виявився 32-гарматний фрегат HMS Swan англійської побудови 1673 року.
У результаті землетрусу Порт-Рояль був практично повністю зруйнований і англійська колоніальна адміністрація була змушена перенести столицю острова Ямайка в невелике село Кінгстон на протилежному (північному) березі затоки Порт-Рояль. Попри руйнування, Рояль був все ж відбудований. У 1703 році, лише 11 років після землетрусу 1692 року, у місті сталася сильна пожежа, що знову зруйнувала місто. Кілька сильних ураганів, що сталися згодом, і чергова триденна пожежа в 1728 році зруйнували місто остаточно, так що все населення, що залишилось було змушене переселитися з Порт-Роялю.
Нині значна частина міста затоплена в результаті зсувних процесів, викликаних землетрусом, який стався 7 червня 1692 року. Середня глибина залягання залишків будинків і інших будівель — 15 метрів. Під час детальних досліджень Порт-Роялю було виявлено: 2 будівлі зі збереженими стінами та отворами дверей (згодом зруйнувалися через розмиті донні відкладень), 4 сотні курильних трубок, безліч пляшок і фрагментів кераміки, а також кіль знаменитого фрегата HMS Swan, затонулого разом з містом в той нещасливий день. Існують плани організації туристичних поїздок до місця давньої катастрофи на спеціалізованих човнах зі скляним днищем.